# Unité urbaine de Sillé-le-Guillaume
L'unité urbaine de Sillé-le-Guillaume est une unité urbaine française centrée sur la commune de Sillé-le-Guillaume, dans le département de la Sarthe et la région Pays de la Loire.

## Données globales
Dans le zonage réalisé par l'Insee en 1999, l'unité urbaine n'était composée que d'une seule commune.
Dans le zonage de 2010, elle est composée de deux communes, toutes les deux situées dans le département de la Sarthe, plus précisément dans l'arrondissement de Mamers. Le périmètre s'est étendu à la commune du Grez.
Dans le nouveau zonage de 2020, le périmètre est identique.
En 2022, avec 2 576 habitants, elle représente la 22e unité urbaine du département de la Sarthe.

## Composition de l'unité urbaine en 2020
Elle est composée des deux communes suivantes :
| Nom                               | Code Insee | Département | Statut       | Superficie (km2) | Population (dernière pop. légale) | Densité (hab./km2) | Modifier                                    |
| --------------------------------- | ---------- | ----------- | ------------ | ---------------- | --------------------------------- | ------------------ | ------------------------------------------- |
| Sillé-le-Guillaume (ville-centre) | 72334      | Sarthe      | ville-centre | 12,90            | 2 192 (2022)                      | 170                | modifier les données · modifier les données |
| Le Grez                           | 72145      | Sarthe      | banlieue     | 7,45             | 384 (2022)                        | 52                 | modifier les données · modifier les données |

## Évolution démographique
L'évolution démographique ci-dessus concerne l'unité urbaine selon le périmètre défini en 2020.
| 1968  | 1975  | 1982  | 1990  | 1999  | 2008  | 2013  | 2020  |
| ----- | ----- | ----- | ----- | ----- | ----- | ----- | ----- |
| 2 786 | 3 091 | 3 211 | 3 003 | 2 957 | 2 751 | 2 748 | 2 586 |

#### Données générales
- Unité urbaine
- Aire d'attraction d'une ville
- Aire urbaine (France)
- Liste des unités urbaines de France

#### Données démographiques en rapport avec l'unité urbaine de Sillé-le-Guillaume
- Aire d'attraction de Sillé-le-Guillaume
- Arrondissement de Mamers

#### Données démographiques en rapport avec la Sarthe
- Démographie de la Sarthe